# 19226 Пейреск
19226 Пейреск (19226 Peiresc) — астероїд головного поясу, відкритий 15 вересня 1993 року.
Тіссеранів параметр щодо Юпітера — 3,142.
Названо на честь Ніколя-Клод Фабрі де Пейреска (фр. Nicolas-Claude Fabri de Peiresc, 1580-1637), французького гуманіста і філософа, що проявляв великий інтерес до астрономії. У 1610 році він виявив туманність Оріона і був одним з перших, хто намалював карту Місяця.